# M/S Skåne
M/S Skåne är en Ro-Pax färja som trafikerar mellan svenska Trelleborg och Rostock i Tyskland. Färjan byggdes 1998 i Puerto Real i Spanien för den dåvarande ägaren SweFerry. Kort därefter sattes hon i trafik mellan Trelleborg-Rostock, då under Scandlines för att 1999 säljas till den nuvarande ägaren Stena Line.
Förutom plats för lastbilar, personbilar och passagerare är Skåne tillsammans med systerfartyget M/S Mecklenburg-Vorpommern de två tågfärjorna som idag seglar under svensk flagg. Globalt seglar endast 16 fartyg som fortfarande fraktar järnvägslast av totalt 88 existerande fartyg som ursprungligen byggdes för ändamålet. Dock har medparten av fartygen byggts om eller helt avvecklat sina järnvägsspår.

## Betydelsen för industrin och totalförsvaret
Den svenska ståltillverkaren SSAB använder tågfärjeförbindelsen för ungefär 60% av hela sin järnvägsexport och siffror från 2018 visar att 2,5% av skogsindustrin exporterades sjövägen. Färjornas betydelse för totalförsvaret kommer att öka i takt med de krav som ställs på Sverige som NATO-medlem.

## Tekniska data
- Flagg: Svensk
- Byggnadsår: 1998
- Längd: 200m
- Fart (knop): 21kn
- Passagerare: 600
- Fraktkapacitet (längdmeter): 3295lm
- Gross tonnage (t): 28960
- Hamn: Trelleborg[3]